# Посольство Гвинеи в России
Посольство Гвинейской Республики в Российской Федерации (фр. Ambassade de Guinée en Russie) — официальная дипломатическая миссия Гвинеи в России, расположена в Москве на ул. Пречистенка, д.35, стр.3.
- Чрезвычайный и полномочный посол Гвинейской Республики в Российской Федерации — Ньянкой Аба (верительные грамоты вручил 5 апреля 2023 года).
- Индекс автомобильных дипломатических номеров посольства — 029.

## Дипломатические отношения
Дипломатические отношения установлены 4 октября 1958 года. Договорную базу российско-гвинейских отношений составляют соглашения в области экономического и технического сотрудничества (1959, 1968, 1973, 1984 годы), культурных обменов (1959 год), воздушного сообщения (1962 год), рыбного хозяйства (1981 год), радио и телевидения (1982 год).

## Послы Гвинеи в России
- Сейду Конте (1959—1961)
- Наине Набе (1970-е гг.)
- Ибраим Фофана (1984—1988)
- Мохамед Шериф Диалло (1988—1996)
- Джиги Камара (1996—2000)
- Амара Бангура (2001—2011)
- Мохамед Кейта (2011—2021)
- Маджу Каке (2021—2022)
- Алассори Санкон (февраль-декабрь 2022, врем. поверенный)
- Ньянкой Аба (2022 — н. в.)